# Maxym Polischtschuk
Maksym Iwanowytsch Polischtschuk (ukrainisch Максим Іванович Поліщук; * 15. Juni 1984) ist ein ehemaliger ukrainischer Bahn- und Straßenradrennfahrer.

## Sportliche Laufbahn
2004 wurde Maxym Polischtschuk gemeinsam mit Wolodymyr Djudja, Witalij Popkow und Dmytro Grabovskyy U23-Europameister in der Mannschaftsverfolgung; im Jahr darauf wurden die vier Fahrer gemeinsam Vize-Europameister der U23. 2006 errangen Polischtschuk, Wolodymyr Djudja, Roman Kononenko und Ljubomyr Polatajko bei Weltmeisterschaften Bronze. Beim Bahnrad-Weltcup 2006/07 wurde er mit dem ukrainischen Nationalteam in der Mannschaftsverfolgung Dritter in Sydney und Erster in Los Angeles. Bei der Weltmeisterschaft 2007 in Palma gewann er in selbiger Disziplin Silber und beim Weltcup 2007/08 in Los Angeles wurde er Dritter. 2009 wurde er auf der Straße ukrainischer Meister im Kriterium.

## Erfolge

### Bahn
2004
- U23-Europameister – Mannschaftsverfolgung (mit Wolodymyr Djudja, Witalij Popkow und Dmytro Grabovskyy)

2005
- U23-Europameisterschaft (mit Wolodymyr Djudja, Witalij Popkow und Dmytro Grabovskyy)

2006
- Weltmeisterschaft – Mannschaftsverfolgung (mit Wolodymyr Djudja, Roman Kononenko und Ljubomyr Polatajko)

2007
- Weltmeisterschaft – Mannschaftsverfolgung (mit Ljubomyr Polatajko, Witalij Popkow und Witalij Schtschedow)
- Bahnrad-Weltcup in Los Angeles – Mannschaftsverfolgung (Witalij Popkow, Ljubomyr Polatajko und Witalij Schtschedow)

### Straße
2009
- Ukrainischer Meister – Kriterium

## Teams
- 2007: ISD-Sport Donetsk
- 2008: ISD-Sport Donetsk
- 2009: ISD-Sport Donetsk
- 2010: ISD Continental Team
- 2012: ISD-Lampre Continental / ISD Track Team